# Lith (plaats)

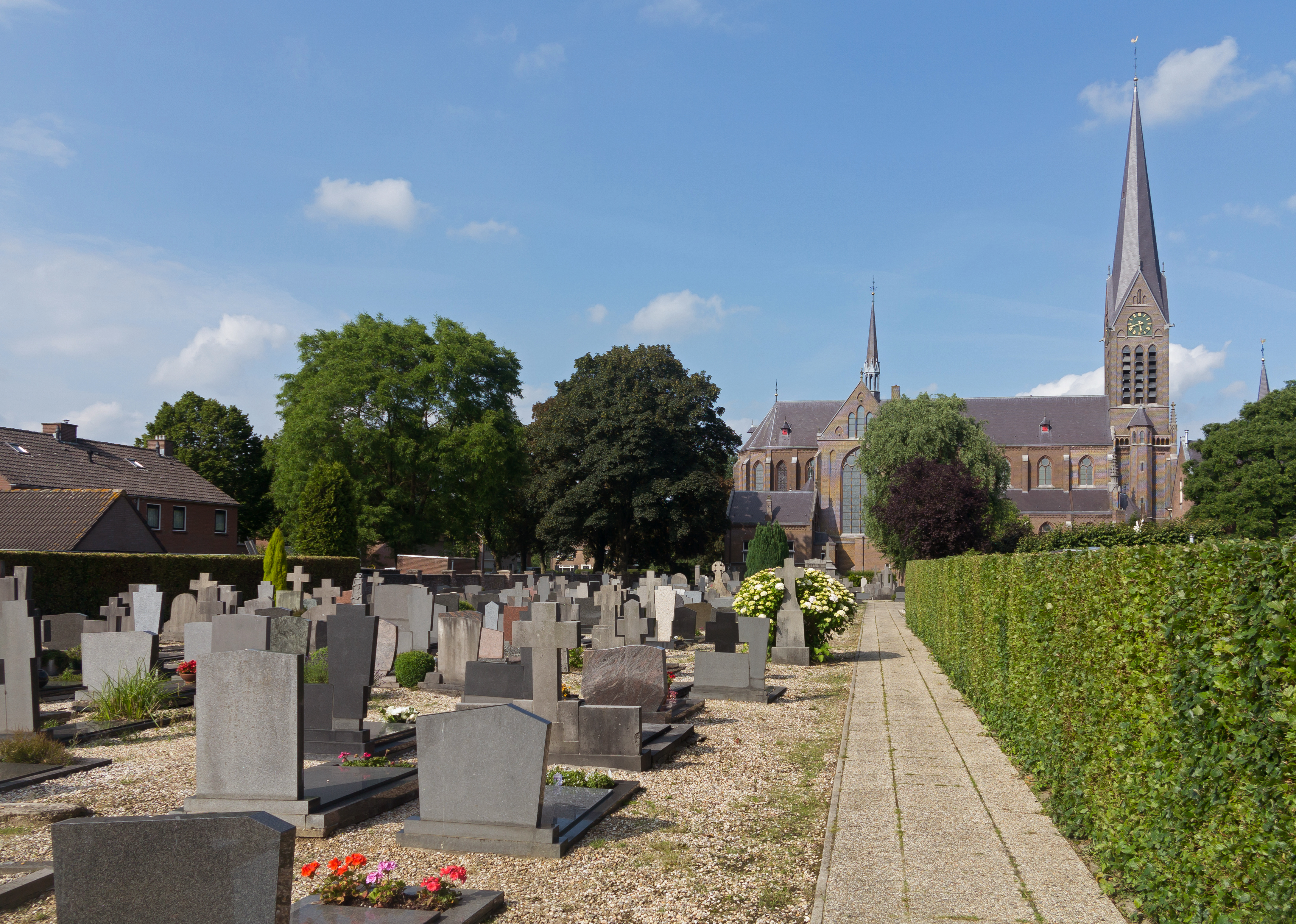
De Sint Lambertuskerk

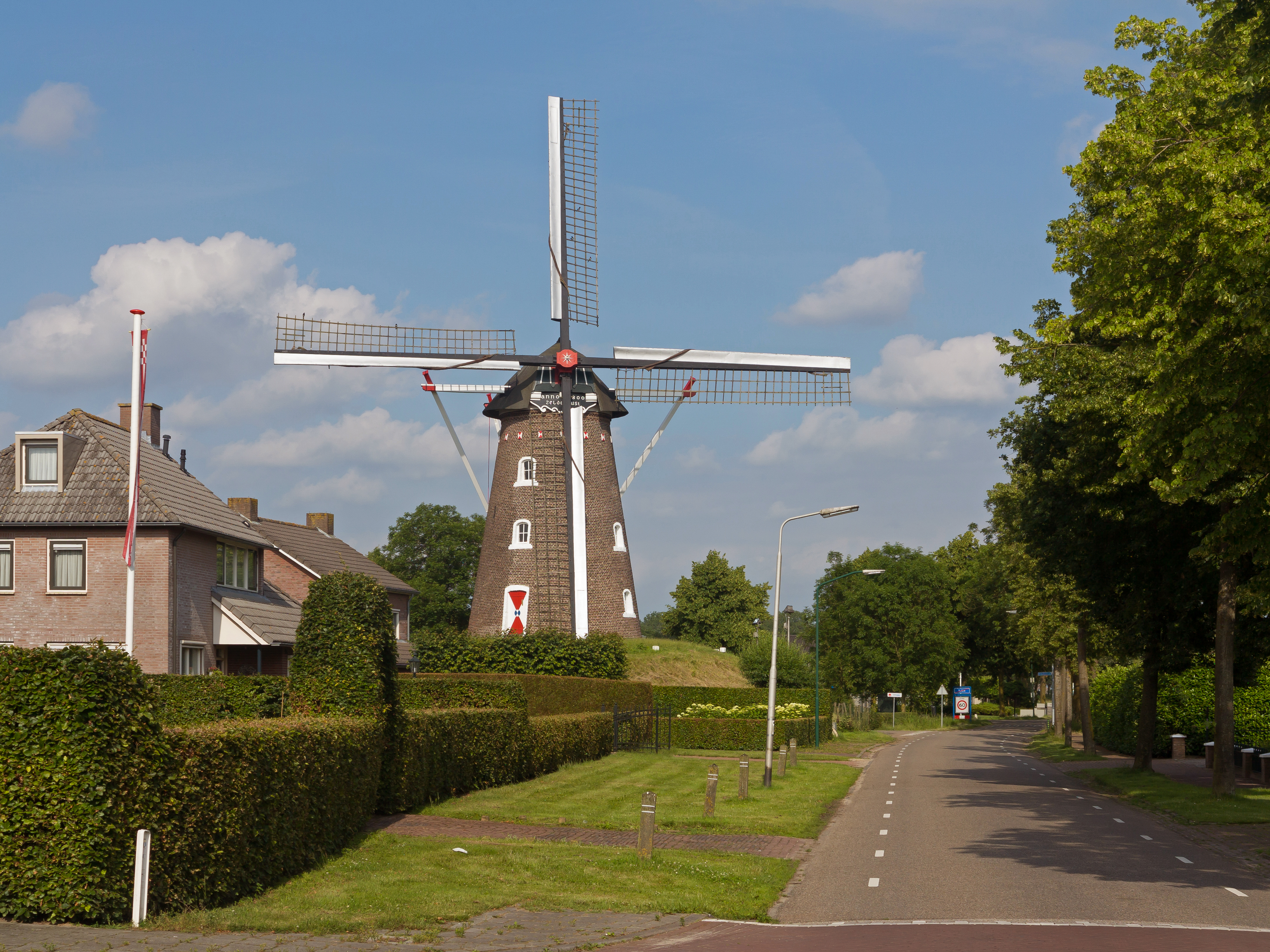
Molen de Zeldenrust

Lith (uitspraakⓘ) is een plaats in de gemeente Oss, in de Nederlandse provincie Noord-Brabant. Lith is gelegen aan de Maas. Op 1 januari 2023 had Lith 3.165 inwoners.
Oorspronkelijk viel de voormalige gemeente Lith samen met het dorp. In 1939 werd de gemeente Lith echter uitgebreid met meerdere kernen en in 1958 werd ze verder vergroot. In 2011 werd de gemeente bij Oss gevoegd.
Lith heeft bekendheid gekregen door het boek Dorp aan de Rivier van Antoon Coolen (1934), dat in Lith verfilmd werd door Fons Rademakers (zie Dorp aan de Rivier). Ook vond in 2006 de première van het muziekwerk "Dorp aan de rivier" plaats. Het stuk is gecomponeerd door Leon Vliex en werd uitgevoerd door de Lithse fanfare. In 2007 en in 2008 is het boek "Dorp aan de rivier" nagespeeld door verschillende verenigingen en personen uit de gemeente Lith en omgeving op een unieke locatie bij de Maas.

## Toponymie
De naam Lith kan gerechtshuis, weg of overtocht betekenen. De Angelsaksische en meest waarschijnlijke betekenis is varen (lithan).
in de tekst staat over vondsten in grindgat, dat is niet correct moet zijn zandgat, er nooit grind gewonnen aldaar, maar zand.

## Geschiedenis
De oudste sporen van bewoning in deze regio dateren van 700 v.Chr. tot 500 v.Chr., overeenkomend met de Late Bronstijd en de Vroege IJzertijd. De voorwerpen zijn gevonden bij het uitgraven van de zandgaten van de Lithse Ham. Ook Romeinse voorwerpen zijn daar gevonden.
Julius Caesar komt tijdens de Gallische Oorlog in zijn strijd tegen de Belgae van 57 tot 51 v.Chr. in het huidige Noord-Brabant terecht, waar hij de Germaanse Usipeti en Tencteren, in de zone tussen Maren-Kessel en Lith vrijwel uitroeit. Hij schrijft daarover in zijn Commentarii Rerum in Gallia Gestarum. Het gebied wordt dan deel van Gallia Belgica, een Romeinse provincie.
Lith wordt voor het eerst in de geschiedenis genoemd in het jaar 991, wanneer de Franse koning Hugo Capet de eigendomsrechten van de Sint-Remigiusabdij te Reims op goederen in onder meer Lithoijen bevestigt. Hier wordt gesproken van Litta of Klein-Lith, in tegenstelling tot Groot-Lith, het huidige Lith. Vanaf 1024 kwam de heerlijkheid Heerewaarden, waar Lith deel van uitmaakte, in handen van het domkapittel van Sint-Lambertus te Luik. Als parochiekerk diende vanouds de Sint-Remigiuskerk in Het Groenewoud te Lithoijen.
Het waterschap Polder het Hoog Hemaal werd in 1325 opgericht en dit had heemraden uit Lith, Lithoijen, Geffen en Oss. Lith had ook een schepenbank of dijkstoel, daar de schepenen ook heemraad waren. In 1359 ontwierp het Luikse kapittel een bestuursreglement en verkreeg Lith het marktrecht. Ook werd toen de gemeynt verdeeld.

### Kerkelijke geschiedenis
Een kerk te Lith zou al in 1202 bestaan hebben. Toen Lith in 1648 bij de Republiek der Nederlanden kwam wilde deze de katholieke godsdienst verbieden. Het kapittel eiste echter haar rechten op en pas in 1671 werd Lith geruild tegen La Rochette bij Fléron in België. Toen werd de uitoefening van de katholieke godsdienst verboden, maar al spoedig kon een schuurkerk worden gebouwd. In 1800 konden de katholieken hun oorspronkelijke kerkje weer terugkrijgen, maar dit was al verkleind en verbouwd en daardoor voor de katholieken minder geschikt. Het gotische kerkje bleef protestants, doch het werd op 14 januari 1945 verwoest door een Duitse V1. In 1953 werd een nieuwe hervormde kerk ingewijd.
De katholieken kregen in 1843 een pastorie en een aan Sint-Lambertus gewijde waterstaatskerk in neoclassicistische stijl. In 1867, 1876, 1880, 1882 en 1883 waren er echter overstromingen die de kerk beschadigden. Er werd daarom een nieuwe, neogotische Sint-Lambertuskerk gebouwd die in 1900 werd ingewijd.
Van 1878-1968 was in Lith het Sint-Gertrudisgesticht gevestigd, van de Zusters Franciscanessen uit Veghel. Slechts een pilaster is hier nog van overgebleven.
Vanaf het midden van de 18e eeuw kende Lith een aantal joodse inwoners. In 1818 werd aan de Lithsedijk een huis gekocht dat als synagoge in gebruik werd genomen. In 1821 werd dit een bijkerk van de ringsynagoge te Oss. In 1851 werd ook midden in het dorp een huis aangekocht dat in 1852 als synagoge werd ingewijd. De overledenen werden begraven te Geffen, daar Lith geen eigen begraafplaats kende. In 1869 waren er 70 lidmaten van de Israëlitische Gemeente. Daarna nam het aantal snel af. In 1914 werd de synagoge verbouwd tot woonhuis. In 2011 werd de Gemeente van Lith opgeheven en bij Oss gevoegd als opvolging van andere kleine Gemeenten die op deze manier bij grotere steden zijn gevoegd.

## Bezienswaardigheden
- Bergkorenmolen Zeldenrust, een ronde stenen molen uit 1800.
- Prinses Máxima Sluizen, uit 1936, uitgebreid in 2002
- Protestantse kerk uit 1953, gebouwd in de stijl van de Delftse School en ontworpen door J.H. van Epen. Ze is gebouwd op de plaats van het gotische kerkje. Achter deze kerk liggen, in een plantsoen, de funderingsresten van de vroegere Romaanse kerk.
- Sint-Lambertuskerk uit 1900, een neogotische kerk die ontworpen is door Caspar Franssen. Ze bezit zandstenen altaren van Hendrik van der Geld en glas-in-loodramen van Joep Nicolas. Ook is een Loret-orgel.
- Pastorie, uit 1845, vroeger deel uitmakend van de waterstaatskerk.
- Heilig Hartbeeld uit 1927, van August Falise.
- Kapel Maria Moeder van Rust, aan de Mr. van Coothstraat. Het gebouwtje is ontworpen door Jan de Jong en uitgevoerd in de stijl van de Bossche School. De stenen zijn afkomstig van de in 1945 verwoeste hervormde kerk. In de kapel bevindt zich een Mariabeeld van Peter Roovers, uitgevoerd in geglazuurd grès.
- Het voormalige Doktershuis uit 1686, een witgepleisterd herenhuis. Het is het geboortehuis van Hendrik Wiegersma, wiens vader dokter was in Lith. Hendriks vader Jacob Wiegersma stond model voor de dorpsdokter in de roman Dorp aan de rivier (1934) van Antoon Coolen. Het huis wordt hierin beschreven. Hendrik zelf stond model voor de dokter in Toon Kortooms' Help! De dokter verzuipt... (1968). Het boek Dorp aan de rivier werd in 1958 verfilmd door Fons Rademakers. Ook Help! De dokter verzuipt... is verfilmd, in 1974.
- Diverse monumentale boerderijen
- Bronzen beeld van de kop van de legendarische snoek uit de roman: "Dorp aan de rivier".

## Monumenten
- Lijst van gemeentelijke monumenten in Lith
- Lijst van rijksmonumenten in Lith

## Natuur en landschap
- Het Soldatenwiel is een wiel aan de Lithse Dijk dat ontstaan is in 1795. Naar verluidt zou bij deze overstroming een Franse soldaat zijn omgekomen.
- Over een wiel dat ter hoogte van de wijk 'Kapelse Wiel' heeft gelegen doet een legende de ronde over een 800-jarige snoek die zo groot was dat het water een meter zakte als het dier over de dijk in de Maas sprong, om na enkele dagen weer terug te keren. Dit monster figureert ook enkele malen in Dorp aan de Rivier.
- Tegenover het wiel ligt de Lithse Ham, een door zandwinning ontstane plas die nu een recreatiegebied is. Tijdens de baggerwerkzaamheden stootte men op de restanten van een Romeinse tempel.
- In de polder ligt het beheersgebied Lithse Kooi van Staatsbosbeheer, bestaande uit twee eendenkooien en een kooirestant.

## Geboren in Lith
- Maria Versfelt (1776–1845), courtisane tijdens de Napoleontische tijd
- Hendrik Wiegersma (1891-1969), arts en kunstschilder
- Jan de Jong (1917-2001), architect
- Gerard Kuster (1946-2009), acteur o.a. Gerard in Sesamstraat
- Jan van Teeffelen (1949), voorzitter N.E.C.
- Tineke Ceelen (1963), bestuurder
- Joost Ebergen (1990), voetballer
- Rob van Sonsbeek (1993), voetballer

## Galerij

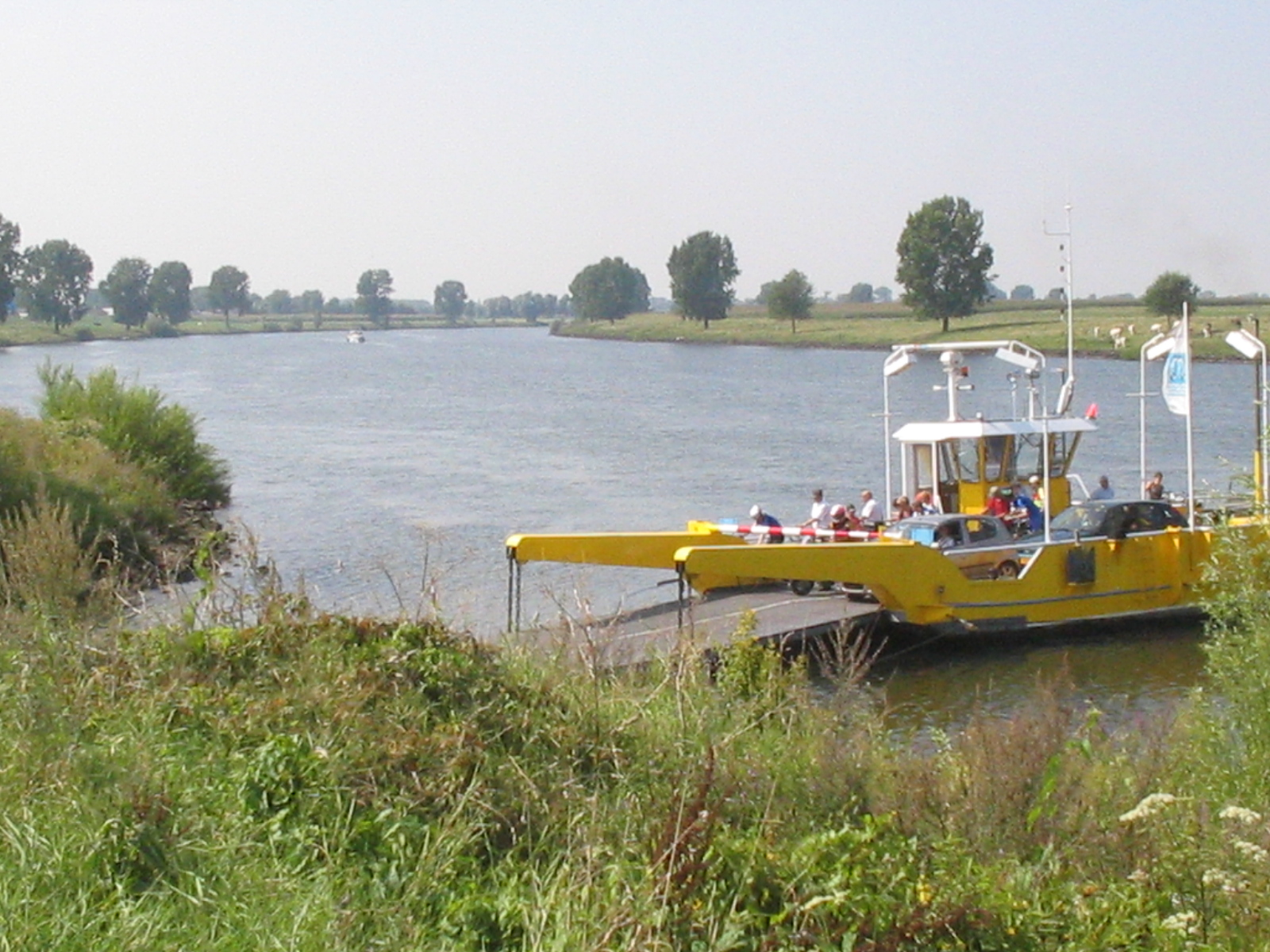
Pontje
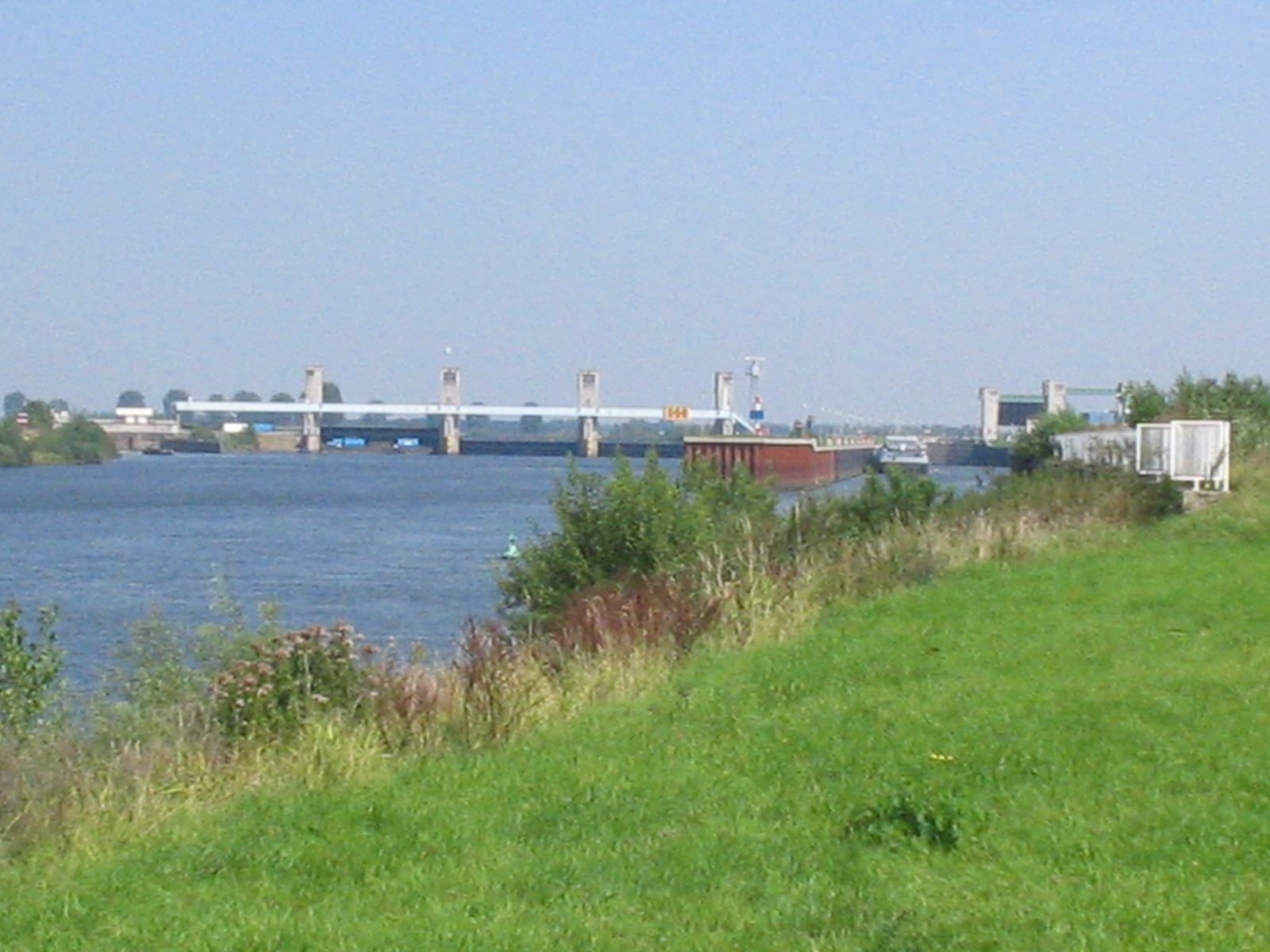
Sluizen
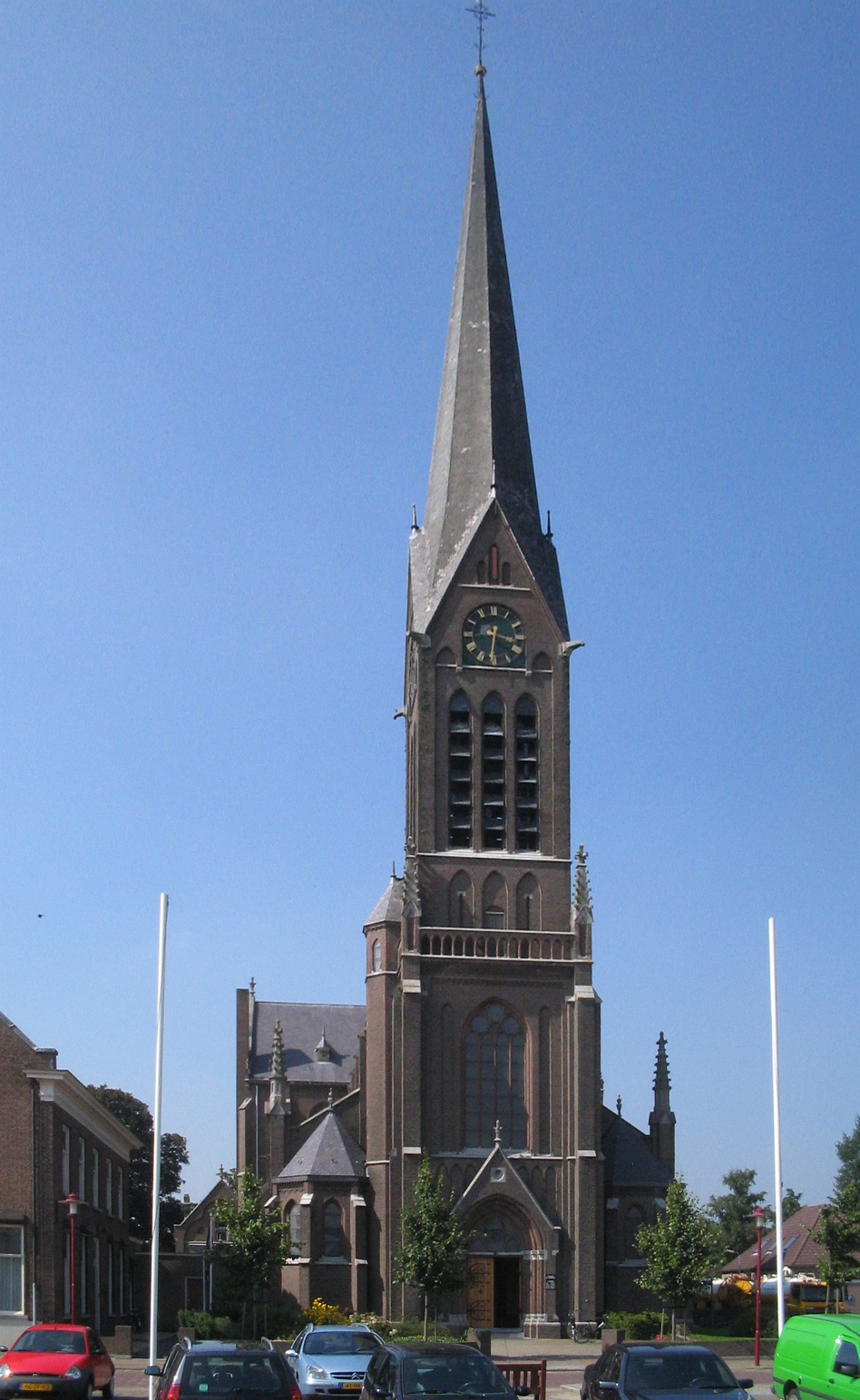
Kerk
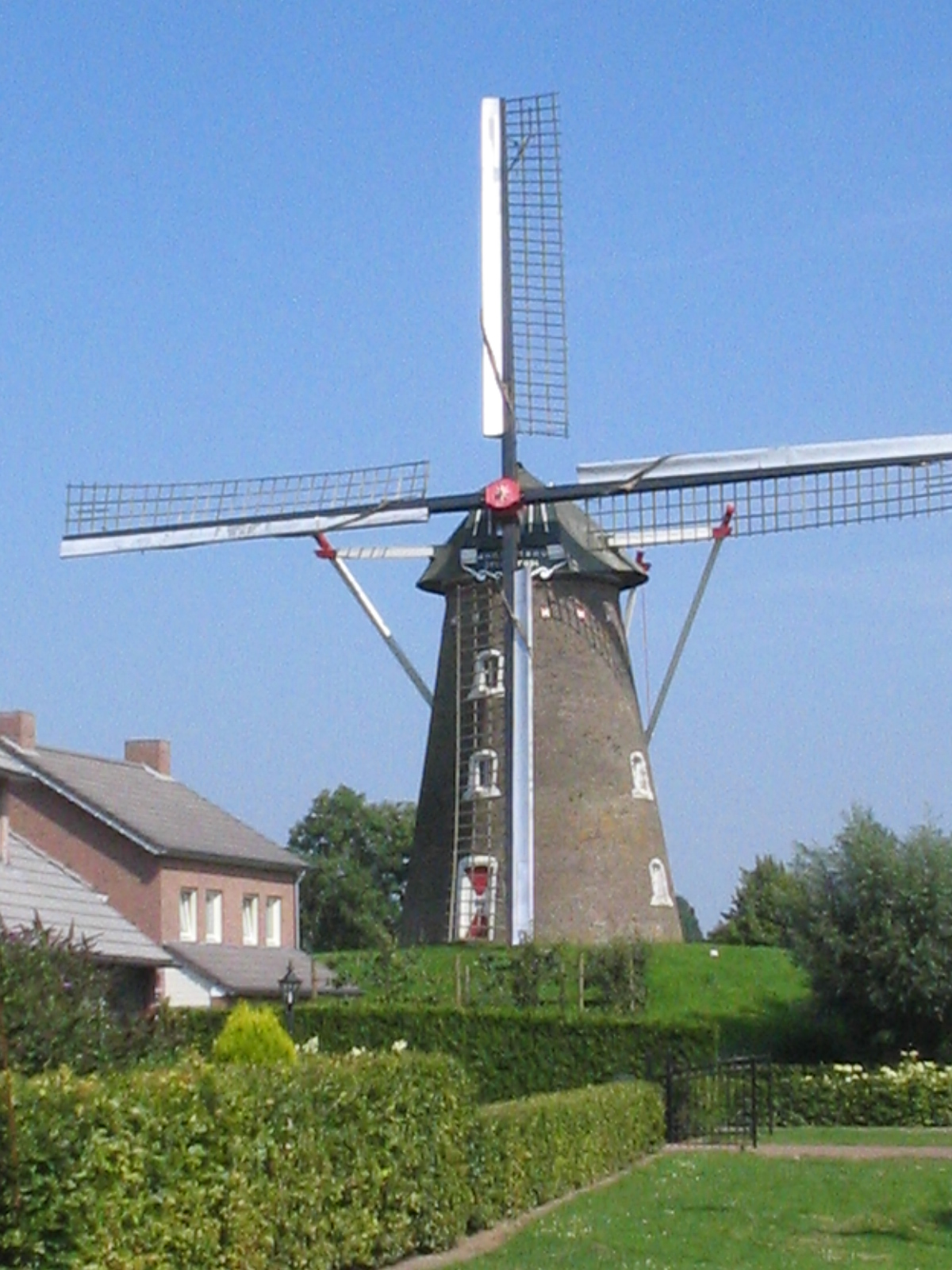
Molen
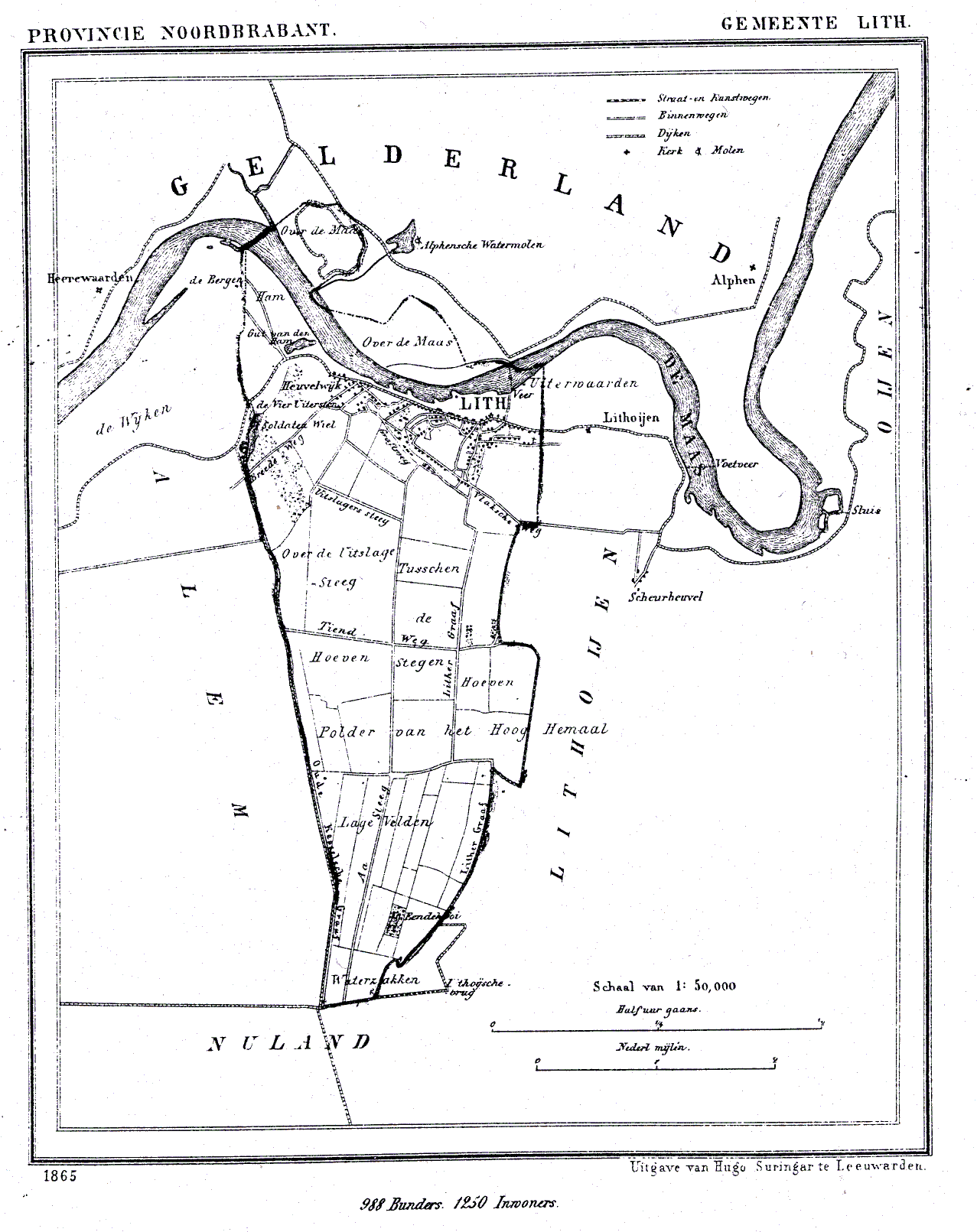
Lith in 1865

## Nabijgelegen kernen
- Lithoijen, Kessel, Alphen (veerpont), Dreumel (veerpont), Heerewaarden (veerpont), Geffen